# 赤峰市
赤峰市（せきほうし、モンゴル語：ᠤᠯᠠᠭᠠᠨᠬᠠᠳᠠ
ᠬᠣᠲᠠ　Ulaɣanqada qota）は、中華人民共和国内モンゴル自治区東南部に位置する地級市。市名の赤峰はモンゴル語のウランハダ（赤い巌・崖・岩）に由来する。

## 行政
赤峰市の前身はジョーオダ・アイマク（昭烏達盟）であったが、国務院が1983年に批准した「市管県体制」が施行され、七旗・二県・三区を管轄する内モンゴル自治区のシュード・ハリヤ・ホト（直轄市）となった。

## 歴史
シラムレン川・ラオハ川流域の市域は中華文明の最初の曙とされる紅山文化（新石器時代、6000年-5000年前）が栄え、歴史時代には匈奴、鮮卑、契丹の地となり、11世紀には耶律阿保機が遼を建国した。市域には遼上京の遺跡が所在する。契丹滅亡後はモンゴル民族が住み、清代にはジョーオダ・アイマクと呼ばれた。民国時代や満州国時代には熱河省の管轄となり、1955年、熱河省の廃止により内モンゴル自治区に編入された。

## 気候
ケッペンの気候区分ではステップ気候に属し、冬は寒冷乾燥、夏は温暖多雨な大陸性の気候である。夏は30℃を超える日が多く、極端に高温となる日も見られ、冬は-20℃以下の厳しい冷え込みを記録することも多い。降雪量は多くない。
| 赤峰（1971-2000年）の気候      | 赤峰（1971-2000年）の気候 | 赤峰（1971-2000年）の気候 | 赤峰（1971-2000年）の気候 | 赤峰（1971-2000年）の気候 | 赤峰（1971-2000年）の気候 | 赤峰（1971-2000年）の気候 | 赤峰（1971-2000年）の気候 | 赤峰（1971-2000年）の気候 | 赤峰（1971-2000年）の気候 | 赤峰（1971-2000年）の気候 | 赤峰（1971-2000年）の気候 | 赤峰（1971-2000年）の気候 | 赤峰（1971-2000年）の気候 |
| 月                             | 1月                       | 2月                       | 3月                       | 4月                       | 5月                       | 6月                       | 7月                       | 8月                       | 9月                       | 10月                      | 11月                      | 12月                      | 年                        |
| ------------------------------ | ------------------------- | ------------------------- | ------------------------- | ------------------------- | ------------------------- | ------------------------- | ------------------------- | ------------------------- | ------------------------- | ------------------------- | ------------------------- | ------------------------- | ------------------------- |
| 平均最高気温 °C （°F）         | −3.4 (25.9)               | 0.2 (32.4)                | 7.1 (44.8)                | 16.7 (62.1)               | 23.4 (74.1)               | 27.5 (81.5)               | 29.4 (84.9)               | 27.9 (82.2)               | 23.0 (73.4)               | 15.6 (60.1)               | 5.8 (42.4)                | −1.1 (30)                 | 14.34 (57.82)             |
| 平均最低気温 °C （°F）         | −16.3 (2.7)               | −13.4 (7.9)               | −6.3 (20.7)               | 2.7 (36.9)                | 9.9 (49.8)                | 15.3 (59.5)               | 18.5 (65.3)               | 16.5 (61.7)               | 9.8 (49.6)                | 2.1 (35.8)                | −6.5 (20.3)               | −13.2 (8.2)               | 1.59 (34.87)              |
| 降水量 mm （inch）             | 1.6 (0.063)               | 2.4 (0.094)               | 6.6 (0.26)                | 14.4 (0.567)              | 40.2 (1.583)              | 64.0 (2.52)               | 109.3 (4.303)             | 75.1 (2.957)              | 31.7 (1.248)              | 19.5 (0.768)              | 4.4 (0.173)               | 1.9 (0.075)               | 371.1 (14.611)            |
| 平均降水日数                   | 1.8                       | 1.8                       | 2.7                       | 4.1                       | 7.8                       | 12.1                      | 14.2                      | 10.4                      | 7.0                       | 4.5                       | 2.6                       | 1.1                       | 70.1                      |
| % 湿度                         | 43                        | 40                        | 39                        | 37                        | 41                        | 54                        | 66                        | 67                        | 58                        | 50                        | 47                        | 44                        | 48.8                      |
| 平均月間日照時間               | 205.1                     | 210.1                     | 254.4                     | 259.2                     | 281.0                     | 263.6                     | 254.0                     | 255.3                     | 251.4                     | 241.1                     | 201.0                     | 189.6                     | 2,865.8                   |
| 出典：中国气象局 2010年10月5日 |                           |                           |                           |                           |                           |                           |                           |                           |                           |                           |                           |                           |                           |

## 行政区画
3市轄区・2県・7旗を管轄する。
- 市轄区：
  - 紅山区・元宝山区・松山区
- 県：
  - 林西県・寧城県
- 旗：
  - アルホルチン旗（阿魯科爾沁旗）・バイリン左旗（巴林左旗）・バイリン右旗（巴林右旗）・ヘシグテン旗（克什克騰旗）・オンニュド旗（翁牛特旗）・カラチン旗（喀喇沁旗）・アオハン旗（敖漢旗）

| 赤峰市の地図 |
| --- |
| 1 2 松山区 アルホルチン旗 バイリン左旗 バイリン右旗 林西県 ヘシグテン旗 オンニュド旗 カラチン旗 寧城県 敖漢旗 1. 紅山区 2. 元宝山区 |

### 年表
この節の出典

#### 熱河省赤峰市
- 1949年10月1日 - 中華人民共和国熱河省赤峰市が発足。(1市)
- 1952年 - 赤峰市が赤峰県に編入。

#### 内モンゴル自治区ジョーオダ盟(1949年-1953年)
- 1949年10月1日 - 中華人民共和国内モンゴル自治区ジョーオダ盟が成立。林西県・バイリン右旗・バイリン左旗・アルホルチン旗・ヘシグテン旗が発足。(1県4旗)
- 1949年11月24日 - バイリン左旗の一部が林西県に編入。(1県4旗)
- 1950年8月2日 - アルホルチン旗の一部がジェリム盟開魯県に編入。(1県4旗)
- 1951年2月22日 - アルホルチン旗の一部がジェリム盟開魯県に編入。(1県4旗)
- 1952年12月4日 - アルホルチン旗の一部がジェリム盟ジャルート旗に編入。(1県4旗)
- 1953年1月23日 - ジョーオダ盟が東部行政公署ジョーオダ盟に改称。

#### 東部行政公署ジョーオダ盟
- 1953年5月29日 (1県4旗)
  - バイリン左旗の一部がバイリン右旗に編入。
  - バイリン右旗の一部が林西県・アルホルチン旗・バイリン左旗に分割編入。
  - 林西県の一部がヘシグテン旗に編入。
- 1954年5月21日 - 東部行政公署ジョーオダ盟がジョーオダ盟に改称。

#### 内モンゴル自治区ジョーオダ盟(1954年-1969年)
- 1955年7月30日 - 熱河省赤峰県・寧城県・烏丹県・敖漢旗・カラチン旗・オンニュド・モンゴル族自治区を編入。(4県6旗1自治区)
- 1956年3月9日 (3県7旗)
  - オンニュド・モンゴル族自治区が旗制施行し、オンニュド旗となる。
  - 烏丹県がオンニュド旗に編入。
- 1956年5月16日 - 寧城県の一部が遼寧省錦州専区凌源県に編入。(3県7旗)
- 1956年10月16日 - 河北省承徳専区囲場県の一部がカラチン旗に編入。(3県7旗)
- 1958年10月20日 (1市2県7旗)
  - 赤峰県・オンニュド旗・敖漢旗・カラチン旗の各一部が合併し、赤峰市が発足。
  - 赤峰県の残部がオンニュド旗・ヘシグテン旗・カラチン旗に分割編入。
- 1962年5月18日 - 赤峰市の一部がオンニュド旗に編入。(1市2県7旗)
- 1962年10月20日 - 赤峰市・オンニュド旗の各一部が合併し、赤峰県が発足。(1市3県7旗)
- 1963年11月 - 赤峰県の一部がオンニュド旗に編入。(1市3県7旗)
- 1964年7月1日 - 赤峰市の一部が赤峰県・カラチン旗に分割編入。(1市3県7旗)
- 1966年3月18日 - 赤峰県の一部がカラチン旗に編入。(1市3県7旗)
- 1969年7月5日 - 内モンゴル自治区の分割により、遼寧省ジョーオダ盟となる。

#### 遼寧省ジョーオダ盟
- 1979年5月30日 - 遼寧省の分割により、内モンゴル自治区ジョーオダ盟となる。

#### 内モンゴル自治区ジョーオダ盟(1979年-1983年)
- 1983年10月10日
  - 赤峰市が地級市の赤峰市に昇格。
  - 赤峰県・寧城県・林西県・カラチン旗・敖漢旗・オンニュド旗・バイリン右旗・バイリン左旗・アルホルチン旗・ヘシグテン旗が赤峰市に編入。

#### 内モンゴル自治区赤峰市
- 1983年10月10日 - ジョーオダ盟赤峰市が地級市の赤峰市に昇格。紅山区・元宝山区を設置。(3区2県7旗)
  - ジョーオダ盟赤峰県・寧城県・林西県・カラチン旗・敖漢旗・オンニュド旗・バイリン右旗・バイリン左旗・アルホルチン旗・ヘシグテン旗を編入。
  - 赤峰県・カラチン旗の各一部が元宝山区に編入。
  - 赤峰県の残部が区制施行し、郊区となる。
- 1993年5月3日 - 郊区が松山区に改称。(3区2県7旗)
- 2005年10月31日 (3区2県7旗)
  - カラチン旗の一部が元宝山区に編入。
  - 松山区の一部が紅山区に編入。

## 交通
- 京通線・葉赤線・喀赤高速鉄道（中国語版）
  - 赤峰駅
- 赤峰玉龍空港

## 友好都市
- 稲沢市（日本・愛知県）[3][4]
  - 1989年5月16日 友好都市提携

1985年、赤峰市側の経済考察団が稲沢市の植木産業を視察した際に提携を提起。両市の招待訪問など準備を進め、赤峰市で調印実現。

## 出身有名人
- 蒼国来栄吉（バイリン右旗）